# 29 avril en sport
29 mars 29 mai
Chronologies thématiques
- Croisades
- Ferroviaires
- Disney

Le 29 avril (119e jour de l'année ou 120e en cas d'année bissextile) en sport.

## Événements

### XIXesiècle
- 1849 :
  - (Aviron) : Cambridge remporte The Boat Race[1].
- 1887 :
  - (Hurling) : le Tipperary GAA remporte la finale du championnat d'Irlande.
- 1888 :
  - (Athlétisme /Championnats de France) : la 1re édition des championnats de France se déroule à la Croix-Catelan à Paris avec  quatre disciplines : le 100 mètres et le 400 mètres remportés par René Cavally, le 1 500 mètres par Maurice Dezaux et le 110 mètres haies par Adolphe de Pallisseaux.
- 1899 :
  - (Automobile) :  à Achères, Camille Jenatzy établit un nouveau record de vitesse terrestre sur la Jamais Contente : 105,88 km/h, premier record au-dessus de 100 km/h.

### XXesièclede1901à1950
- 1906 :
  - (Football) : 
    - la Juventus est champion d’Italie.
    - le R.C. Roubaix est champion de France USFSA.
- 1912 :
  - (Natation) : le nageur Allemand Otto Fahr améliore, à Magdebourg, le record du monde du 100 mètres dos avec un chrono de 1 min 15 s 6.
- 1950 :
  - (Football/Coupe d'Angleterre) : devant près de 127 000 personnes réuni au Stade de Wembley, Arsenal remporte la troisième Coupe d'Angleterre de son histoire en s'imposant 2 buts à 0 face à Liverpool grâce à un doublé de l'attaquant Reg Lewis.

### XXesièclede1951à2000
- 1963 :
  - (Catch) : création du WWE Championship.
- 1965 :
  - (Cyclisme) :
    - Classiques ardennaises) : l'Italien Roberto Poggiali s'impose lors de la Flèche wallonne après 215 kilomètres d'effort en devançant son compatriote Felice Gimondi et le Britannique Tom Simpson.
    - Tour d'Espagne) : départ de la vingtième édition du Tour d'Espagne. Le coureur Belge Rik Van Looy remporte la première étape.
- 1966 :
  - (Cyclisme /Classiques ardennaises) : la trentième édition de la Flèche wallonne est remportée par l'Italien Michele Dancelli qui devance le Français Lucien Aimar et l'Ouest-allemand Rudi Altig.
- 1967 :
  - (Football /Championnat d'Angleterre de football D2) : record d'affluence au Highfield Road du Coventry City FC avec 51 455 spectateurs pour un match de deuxième division face au Wolverhampton Wanderers.
- 1973 :
  - (Compétition automobile /Formule 1) : au Grand Prix automobile d'Espagne, couru sur le Circuit de Montjuïc à Barcelone, victoire du Brésilien Emerson Fittipaldi sur une Lotus-Ford.
- 1979 :
  - (Compétition automobile /Formule 1) : au Grand Prix automobile d'Espagne couru sur Circuit du Jarama près de Madrid, victoire du Français Patrick Depailler sur une Ligier-Ford.
- 1980 :
  - (Athlétisme /Records) : le record du monde du lancer du javelot féminin est porté à 69,96 m par l'Est-Allemande Ruth Fuchs lors d'une compétition se tenant à Split. Elle bat son propre record datant du 13 juin 1979 qui était d'une distance de 69,52 m
- 1981 :
  - (Compétition automobile /Rallye automobile) : arrivée du Rallye Safari et victoire de l'Ougando-Kényan Shekhar Mehta et de son copilote Mike Doughty.
- 1984 :
  - (Compétition automobile /Formule 1) : au Grand Prix automobile de Belgique qui se déroulait sur le Circuit de Zolder, victoire de l'Italien Michele Alboreto sur une Ferrari.
- 1990 :
  - (Football /Coupe de la Ligue anglaise) : grâce à une réalisation de Nigel Jemson à la 47e minute, Nottingham Forest remporte la quatrième Coupe de la Ligue de son histoire aux dépens du Oldham Athletic.
- 2000 :
  - (Athlétisme /Records) : lors du Penn Relays de Philadelphie, le record du monde du relais 4 × 200 mètres dames est amélioré. Il est de 1 min 27 s 46 est a été réalisé par les Américaines LaTasha Colander, LaTasha Jenkins, Marion Jones et Nanceen Perry. Ce record est toujours valable.

### XXIesiècle
- 2001 :
  - (Compétition automobile /Formule 1) : au Grand Prix automobile d'Espagne qui se déroulait sur le Circuit de Catalogne à Barcelone, victoire de l'Allemand Michael Schumacher sur une Ferrari.
- 2002 :
  - (Football /L1) : l'entraîneur Claude Puel s'engage pour trois ans avec le LOSC Lille en lieu et place de Vahid Halilhodžić qui a annoncé son départ.
- 2006 :
  - (Football) :
    - (Coupe d'Allemagne) : en finale de la Coupe d'Allemagne, un but du Péruvien Claudio Pizarro permet au Bayern Munich de disposer de l'Eintracht Francfort et de remporter cette compétition pour la treizième fois.
    - (Coupe de France) : le Paris Saint-Germain remporte la septième Coupe de France de son histoire après sa victoire 2 buts à 1 lors du classique en finale face à l'Olympique de Marseille grâce à des buts de Bonaventure Kalou et de Vikash Dhorasoo contre une réalisation de Toifilou Maoulida.
- 2007 :
  - (Cyclisme /Classiques ardennaises) : l'Italien Danilo Di Luca remporte la quatre-vingt-treizième édition de la course Liège-Bastogne-Liège en devançant de trois secondes l'Espagnol Alejandro Valverde et le Luxembourgeois Fränk Schleck.
  - (Football) : 
    - (Première league) : Sam Allardyce quitte son poste d'entraîneur du Bolton Wanderers après l'avoir occupé pendant près de huit ans, il est remplacé par Sammy Lee.
    - (Championnat des Pays-Bas) : à la faveur de sa victoire 5 buts à 1 contre le Vitesse Arnhem lors de la dernière journée et de sa meilleure différence de but, le PSV Eindhoven gagne le championnat pour la vingtième fois de son histoire en devançant l'Ajax Amsterdam et l'AZ Alkmaar, trois clubs qui étaient pourtant à égalité de point avant la dernière journée.
    - (Coupe féminine de l'UEFA) : Arsenal Ladies FC remporte la Coupe féminine de l'UEFA pour la première fois de son histoire après sa victoire 1 à 0 face aux Suédoises de l'Umeå IK grâce à un but d'Alex Scott.

  - (Handball) :
    - (Coupe de l'EHF masculine) : à la suite du match nul 30 buts partout du match aller, le SC Magdebourg remporte la Coupe de l'EHF grâce à sa victoire 31 à 28 lors de la finale retour face au club espagnol du CD Aragón.
    - (Ligue des champions masculine) : lors de la finale retour, le THW Kiel s'impose sur le score de 29 à 27 face au SG Flensburg-Handewitt et remporte, à la suite du match nul lors de la première manche, la première Ligue des champions de son histoire.
- 2008 :
  - (Football /Ligue des champions) : à l'occasion de la demi-finale retour de la Ligue des champions, Manchester United se qualifie pour la finale après sa victoire 1 à 0 face au FC Barcelone.
- 2009 :
  - (Football /Ligue des champions) : en demi-finale aller de la Ligue des champions, Manchester United s'impose 1 but à 0 face à Arsenal grâce à une réalisation de John O'Shea.
- 2010 :
  - (Football /Ligue Europa) : lors des demi-finales retour de la Ligue Europa, Liverpool s'impose 2 à 1 face à l'Atlético de Madrid, ce qui ne sera toutefois pas suffisant pour se qualifier en finale. Celle-ci opposera donc l'Atlético de Madrid aux Anglais de Fulham qui ont battu sur le même score le Hambourg SV.
- 2012 :
  - (Athlétisme /Marathon) : le marathon de Hambourg est remporté par l’Éthiopien Shami Abdulahi en 2 h 5 min 58 s.
  - (Sport motocycliste /Vitesse moto) : le Grand Prix d'Espagne est remporté par l'Australien Casey Stoner, celui-ci devance les deux Espagnols Jorge Lorenzo et Daniel Pedrosa.
- 2015 :
  - (Football /Ligue des champions de la CONCACAF) : lors de la finale retour de la Ligue des champions Nord-américaine, les Mexicains du Club América s'imposent 4 buts à 2 sur la pelouse des Canadiens de l'Impact de Montréal après avoir été accroché au match aller (1-1). Il s'agit du sixième titre continental du Club América.
- 2017 :
  - (Football /Performance) : le Portugais Cristiano Ronaldo bat le record de Jimmy Greaves en marquant son 367e but en championnat, il devient alors le meilleur buteur de l'histoire des cinq championnats majeurs d'Europe.
- 2018 :
  - (Compétition automobile):
    - (Formule 1) : sur le circuit urbain de Bakou à l'occasion du Grand prix automobile d'Azerbaïdjan, le Britannique Lewis Hamilton sur une Mercedes l'emporte et conforte sa place en tête du classement général.
    - (Rallye) : fin du Rallye d'Argentine avec la victoire de l'Estonien Ott Tänak devant le Belge Thierry Neuville et l'Espagnol Daniel Sordo.

  - (Football /Championnat d'Espagne) : à l'occasion de la 35e journée de championnat, le FC Barcelone remporte la Liga pour la 25e fois de son histoire à la suite de sa victoire 4 buts à 2 sur le Deportivo La Corogne, qui est dans le même temps relégué en deuxième division. Il s'agit du huitième doublé Championnat/Coupe d'Espagne de l'histoire du club catalan.
  - (Hockey sur glace /Championnat du monde moins de 18 ans) : en finale du Championnat du monde des moins de 18 ans, l'équipe de Finlande des moins de 18 ans bat celle des États-Unis sur le score de 3 buts à 2.
  - (Rugby à sept /World Rugby Sevens Series) : les Fidji écartent respectivement en quart-de-finale puis en demi-finale la Nouvelle-Zélande et l'Afrique du Sud avant de s'imposer 28 à 22 en finale face à l'Australie du Tournoi de Singapour, huitième étape du World Rugby Sevens Series 2018-2019.
  - (Tennis de table /Mondiaux par équipes) : début des championnats du monde par équipes qui se déroule à Halmstad en Suède.
- 2019 :
  - (Football /UEFA Youth League) : en finale de l'UEFA Youth League au Stade Colovray de Nyon, le FC Porto s'impose 3 buts à 1 face à Chelsea et remporte cette compétition pour la première fois de son histoire.
- 2023 :
  - (Football /Coupe de France) : en finale de la 106e édition de la Coupe de France de football, Toulouse s'impose 5 - 1 face à Nantes.
  - (Rugby à XV /Tournoi des Six Nations féminin) : l'Angleterre bat la France 38-33 et réalise son 16e Grand Chelem en 28 tournois.

## Naissances

### XIXesiècle
- 1849 :
  - William Marshall, joueur de tennis britannique. († 24 janvier 1921).
- 1859 : 
  - Rupert Anderson, footballeur anglais. (1 sélection en équipe nationale). († 23 décembre 1944).
- 1872 :
  - William Northey, dirigeant de hockey sur glace canadien. LNH. († 9 avril 1963).
- 1878 :
  - Bert Lipsham, footballeur anglais. (1 sélection en équipe nationale). († 23 mars 1932).
- 1882 :
  - Tom Richards, joueur de rugby à XV australien. (3 sélections en équipe nationale). († 25 septembre 1935).
- 1883 :
  - Harold Stapley, footballeur anglais. Champion olympique aux Jeux de Londres 1908. (3 sélections en équipe nationale). († 29 avril 1937).
- 1886 : 
  - Reginald Pridmore, hockeyeur sur gazon britannique. Champion olympique aux Jeux de Londres 1908. († 13 mars 1918).
- 1889 :
  - Jan van der Sluis, footballeur néerlandais. Médaillé de bronze lors des Jeux de 1912. (1 sélection en équipe nationale). († 19 octobre 1952).
- 1892 : 
  - Henri Bard, footballeur français. (18 sélections en équipe nationale). († 26 janvier 1951).
- 1893 :
  - Ellen Brockhöft, patineuse artistique allemande. Vice-championne du monde lors de l’épreuve individuel en 1924 et en 1925. († 19 décembre 1977).
- 1894 :
  - Joop Boutmy, footballeur néerlandais. Médaillé de bronze lors des Jeux de 1912. (10 sélections en équipe nationale). († 26 juillet 1972).
- 1897 :
  - Ivan Thys, footballeur belge. Champion olympique lors des Jeux de 1920 à Anvers. (20 sélections en équipe nationale). († 15 février 1982).
- 1899 : 
  - Aldo Nadi, épéiste, fleurettiste et sabreur italien. Champion olympique de l'épée par équipe du fleuret par équipe et du sabre par équipe puis médaillé d'argent du sabre en individuel aux Jeux d'Anvers 1920. († 10 novembre 1965).
- 1900 :
  - Billy Austin, footballeur anglais. (1 sélection en équipe nationale). († 2 avril 1979).

### XXesièclede1901à1950
- 1909 :
  - Mario Checcacci, rameur en aviron italien. Vice-champion olympique du huit lors des Jeux de Berlin en 1936. († 17 janvier 1987).
- 1913 :
  - Edgar Ablowich, athlète américain spécialiste du 400 mètres. Champion olympique du relais 4 × 400 mètres aux Jeux d'été de 1932 à Los Angeles. († 6 avril 1998).
- 1914 :
  - Erling Evensen, fondeur norvégien. Médaillé de bronze lors du relais 4 × 10 kilomètres lors des Jeux olympiques d'hiver de 1948 à Saint-Moritz. († 31 juillet 1998).
- 1927 :
  - Dorothy Manley, athlète de sprint britannique. Médaillé d'argent du 100 m aux Jeux de Londres 1948. Champion d'Europe d'athlétisme du 100 m 1950. († 31 octobre 2021).
  - Bill Slater, footballeur anglais. (12 sélections en équipe nationale). († 18 décembre 2018).
- 1930 :
  - Rik Coppens, footballeur puis entraîneur belge. (47 sélections en équipe nationale). († 5 février 2015).
  - Filiberto Manzo, joueur de basket-ball mexicain.
- 1934 : 
  - Luis Aparicio, joueur de baseball vénézuélien.
  - Jean Wendling, footballeur français. (26 sélections en équipe de France).
- 1935 :
  - Tom van Vollenhoven, joueur de rugby à XIII et XV sud-africain. (7 sélections en équipe nationale). († 21 octobre 2017).
- 1938 :
  - Franco Magnani, coureur cycliste italien.
- 1941 :
  - Jonah Barrington, joueur de squash irlandais. Vainqueur du British Open 1967, 1968, 1970, 1971, 1972 et 1973.
- 1942 :
- Galina Kulakova, skieuse de fond soviétique puis russe. Médaillée d'argent du 5 km et médaillée de bronze du relais 3 × 5 km aux Jeux de Grenoble 1968, championne olympique du 5 km, du 10 km et du relais 3 × 5 km aux Jeux de Sapporo 1972, championne olympique du relais 3 × 5 km et médaillée de bronze du 10 km aux Jeux d'Innsbruck 1976 puis médaillée d'argent du relais 4 × 5 km aux Jeux de Lake Placid 1980. Championne du monde de ski de fond du 5 km et du relais 4 × 5 km 1970 puis championne du monde de ski de fond du 5 km, du 10 km et du relais 4 × 5 km 1974.
- 1944 : 
  - Francis Lee, footballeur anglais. Vainqueur de la Coupe d'Europe des vainqueurs de coupe 1970. (27 sélections en équipe nationale). († 2 octobre 2023).
- 1946 : 
  - Léon Galli, footballeur puis entraîneur français.
- 1947 :
  - Serge Bernier, hockeyeur sur glace canadien.
  - Jim Ryun, athlète de demi-fond puis homme politique américain. Médaillé d'argent du 1 500 m aux Jeux de Mexico 1968. Détenteur Record du monde du 1 500 m du 8 juillet 1967 au 2 février 1974.

### XXesièclede1951à2000
- 1951 :
  - Dale Earnhardt, pilote de courses automobile américain. († 18 février 2001).
- 1952 :
  - Bob McClure, joueur de baseball américain.
  - Ron Washington, joueur de baseball américain.
- 1954 :
  - Jake Burton Carpenter, snowboardeur américain.
- 1958 :
  - Giovanni Galli, footballeur italien. Champion du monde de football 1982. Vainqueur de la Coupe des clubs champions 1989 et 1990 puis de la Coupe UEFA 1995. (19 sélections en équipe nationale).
- 1961 :
  - Doug Shedden, hockeyeur sur glace puis entraîneur canadien. Sélectionneur de l'équipe de Finlande de 2007 à 2008.
- 1962 :
  - Bruce Driver, joueur de hockey sur glace canadien. Vainqueur de la Coupe Stanley 1995 avec les Devils du New Jersey.
  - Rob Druppers, athlète néerlandais spécialiste des courses de demi-fond. Médaillé d'argent du 800 m lors des Championnats du monde de 1983 et champion d'Europe en salle en 1987 à Liévin.
  - Steve Heard, athlète britannique spécialiste des courses de demi-fond. Champion d'Europe en salle du 800 m en 1989 à La Haye.
  - Dieter Hegen, joueur de hockey sur glace allemand.
  - Vlado Lisjak, lutteur yougoslave. Champion olympique en lutte gréco-romaine dans la catégorie des poids légers aux Jeux de Los Angeles en 1984.
  - Patrick Roux, judoka français.
- 1963 :
  - Mike Babcock, hockeyeur sur glace puis entraîneur canadien.
  - Jim Benning, joueur de hockey sur glace canadien. Directeur général des Canucks de Vancouver depuis 2014.
  - Yves Crettenand, joueur de hockey sur glace français.
  - David Izonritei, boxeur nigérian. Médaillé d'argent des poids lourds aux Jeux olympiques de Barcelone en 1992.
  - Edgar Schmitt, joueur puis entraîneur de football allemand.
  - Igor Shkvyrin, joueur puis entraîneur de football ouzbek. (31 sélections en équipe nationale).
  - Hysen Zmijani, footballeur albanais. (36 sélections en équipe nationale).
- 1964 :
  - Patrick De Wilde, joueur puis entraîneur de football belge.
  - Gert Jakobs, coureur cycliste néerlandais.
- 1965 :
  - Angelo Alessio, joueur puis entraîneur de football italien. Vainqueur de la Coupe UEFA en 1990 avec la Juventus de Turin.
  - Sylvio Kroll, gymnaste artistique Est-allemand. Double médaillé d'argent du concours général par équipes et du saut de cheval aux Jeux olympiques d'été de 1988. Champion du monde des barres parallèles en 1995 et du saut de cheval en 1987.
  - Felipe Miñambres, joueur puis entraîneur de football espagnol. (6 sélections en équipe nationale).
  - Larisa Turchinskaya, athlète soviétique spécialiste de l'heptathlon. Vice-championne du monde en 1987 et championne d'Europe en salle en 1994.
  - David Wansbrough, joueur de hockey sur gazon australien. Médaillé d'argent aux Jeux olympiques de Barcelone en 1992.
- 1966 :
  - Christophe Baïocco, footballeur français.
  - Irina Gerlits, joueuse de volley-ball soviétique puis kazakhe. Vice-championne du monde en 1986, médaillé de bronze aux Jeux olympiques de 1988 et championne olympique à Barcelone en 1992.
  - Ramón Medina Bello, footballeur argentin. Vainqueur de la Copa América en 1991 et en 1993. Vainqueur de la Copa Libertadores avec River Plate. (17 sélections en équipe nationale).
  - Stefan Vereycken, footballeur belge.
- 1967 :
  - Attila Ábrahám, kayakiste hongrois. Champion olympique en K4 sur 1 000 mètres et médaillé de bronze en K2 sur 500 mètres aux Jeux de Séoul en 1988 et médaillé d'argent en K4 sur 1 000 mètres à Barcelone en 1992.
  - Dmitriy Gorshkov, joueur de water-polo russe. Médaillé de bronze aux Jeux olympiques de Barcelone en 1992 et d'Athènes en 2004. Vice-champion olympique en 2000 à Sydney.
  - Curtis Joseph, hockeyeur sur glace canadien. Champion olympique aux Jeux de Salt Lake City 2002. Champion du monde de hockey sur glace 1997.
  - Michelle Martin, joueuse de squash australienne.
- 1969 :
  - Philippe Ermenault cycliste sur piste français. Champion olympique de la poursuite par équipes et médaillé de la poursuite individuelle aux Jeux d'Atlanta 1996. Champion du monde de cyclisme sur piste de la poursuite individuelle 1997 et 1998.
- 1970 :
  - Andre Agassi, joueur de tennis américain. Champion olympique en simple aux Jeux d'Atlanta 1996. Vainqueur du Tournoi de Wimbledon 1992, de l'US Open de tennis 1994 et 1999, de l'Open d'Australie 1995, 2000, 2001 et 2003, de Roland-Garros 1999, des Masters 1990, puis des Coupe Davis 1990 et 1992.
- 1972 :
  - David Lefèvre, cycliste sur route français.
  - Jane Mandean, athlète handisport sud-africaine. Médaillée de bronze du disque aux Jeux de Sydney 2000
  - Jacques Yoko, volleyeur franco-camerounais. (40 sélections avec l'équipe de France).
- 1973 :
  - Yves Hocdé rameur français. Champion olympique du quatre sans barreur poids légers aux Jeux de Sydney 2000. Champion du monde d'aviron du huit poids légers 2001.
- 1974 :
  - Alana Blahoski, hockeyeuse sur glace américaine. Championne olympique lors des Jeux de Nagano 1998.
  - Pascal Cygan, footballeur puis entraîneur français.
- 1978 :
  - Tony Armas, Jr., joueur de baseball vénézuélien.
  - Vincent Bachet hockeyeur sur glace français.
  - Bob Bryan, joueur de tennis américain. Médaillé de bronze en double aux Jeux de Pékin 2008 puis champion olympique en double aux Jeux de Londres 2012. Vainqueur de la Coupe Davis 2007.
  - Mike Bryan, joueur de tennis américain. Médaillé de bronze en double aux Jeux de Pékin 2008 puis champion olympique en double et médaillé de bronze en double mixte aux Jeux de Londres 2012. Vainqueur de la Coupe Davis 2007.
  - Jason Hart, basketteur américain.
- 1979 :
  - Ryan Sharp, pilote de courses automobile britannique.
  - Siarhei Viazovich, pilote de courses de rallyes-raid biélorusse.
- 1980 :
  - Mathieu Biron, hockeyeur sur glace canadien.
  - Eddy Bosnar, footballeur australien.
  - Patrick Staudacher, skieur alpin italien. Champion du monde de ski alpin du Super-G 2007.
  - Jesse Young, basketteur canado-irlandais. (36 sélections avec l'équipe du Canada).
- 1981 :
  - Émilie Mondor, athlète de fond canadienne. († 9 septembre 2006).
  - Karim Ghezal, joueur de rugby à XV puis entraîneur français.
- 1982 :
  - Antonio Bucciero, cycliste sur route italien.
- 1983 :
  - David Lee, basketteur américain.
  - Han Ying, pongiste allemande. Médaillée d'argent par équipes aux Jeux de Rio 2016. Championne d'Europe de tennis de table par équipes 2013, 2014 et 2015.
- 1984 :
  - Daniel Girardi, hockeyeur sur glace canado-italien.
  - Michał Gołaś, cycliste sur route polonais.
  - Paulius Jankūnas, basketteur lituanien. (68 sélections en équipe nationale).
- 1985 :
  - Jean-François Jacques, hockeyeur sur glace canadien.
  - Sébastien Tillous-Borde, joueur de rugby à XV puis entraîneur français. Vainqueur des Coupe d'Europe de rugby à XV 2013,2014 et 2015. (19 sélections en équipe de France).
- 1986 :
  - Pelagía Papamichaíl , basketteuse grecque. (51 sélections en équipe nationale).
- 1987 :
  - Alejandro Bedoya, footballeur américain. (66 sélections en équipe nationale).
  - Sara Errani, joueuse de tennis italienne. Victorieuse des Fed Cup 2009, 2010 et 2013.
  - Thomas Mangani, footballeur franco-italien.
- 1988 :
  - Taoufik Makhloufi, athlète de demi-fond algérien. Champion olympique du 1 500 m aux Jeux de Londres 2012 puis médaillé d'argent du 800 m et du 1 500 m aux Jeux de Rio 2016. Champion d'Afrique d'athlétisme du 1 500 m 2012.
  - Jonathan Toews, hockeyeur sur glace canadien. Champion olympique aux Jeux de Vancouver 2010 puis aux Jeux de Sotchi 2014. Champion du monde de hockey sur glace 2007.
- 1989 :
  - Guillaume Quesque, volleyeur français. (62 sélections en équipe de France).
  - Samba Sow, footballeur malien. (38 sélections en équipe nationale).
- 1990 :
  - Valentine Arrieta, athlète de sprint suisse.
  - Laure Fournier, combattante de sambo franco-britannique.
  - Chris Johnson, basketteur américain.
  - Anthony Moris, footballeur belgo-luxembourgeois. (8 sélections avec l'équipe du Luxembourg).
  - Nicola Testi, cycliste sur route italien.
  - Akeem Vargas, basketteur américano-allemand. (12 sélections avec l'équipe d'Allemagne).
- 1991 :
  - Carlos Barbero, cycliste sur route espagnol.
  - Misaki Doi, joueuse de tennis japonaise.
  - Niklas Treutle, hockeyeur sur glace allemand.
- 1992 :
  - Sam Deroo, volleyeur belge. (121 sélections en équipe nationale).
- 1993 :
  - Brooke Crain, cycliste de BMX américaine.
  - Obi Emegano, basketteur nigérian.
  - Justin Thomas, golfeur américain. Vainqueur de l'US PGA 2017
- 1994 :
  - Valériane Ayayi, basketteuse française. Médaillée d'argent au CE de basket-ball 2013 (68 sélections en équipe nationale).
  - Stephen Milne, nageur australien. Médaillé d'argent du relais 4 × 200 mètresnage libre aux Jeux de Rio de Janeiro en 2016.
  - Casper Nielsen, footballeur danois.
  - Xavier Rathan-Mayes, basketteur canadien. (3 sélections en équipe nationale).
  - Antwan Tolhoek, cycliste sur route néerlandais.
- 1995 :
  - Tristan Jarry, joueur de hockey sur glace canadien.
  - Victoria Sinitsina, patineuse artistique russe.
- 1996 :
  - Thomas Jeram, basketteur franco-slovène.
- 1997 :
  - Thibaud Flament, joueur de rugby à XV français. (3 sélections en équipe de France).
  - Lucas Tousart, footballeur français.
- 1998 :
  - Timi Max Elšnik, footballeur slovène. (2 sélections en équipe nationale).
  - Mallory Pugh, footballeuse américaine. Championne du monde de football 2019. (87 sélections en équipe nationale).
  - Scotty Sadzoute, footballeur français.
- 1999 :
  - Zack Gilmore, cycliste sur piste et sur route australien.
  - Bo Kanda Lita Baehre, athlète de saut à la perche allemand.
- 2000 :
  - Célia Domain, joueuse de rugby à XV française. (7 sélections en équipe de France).

### XXIesiècle
- 2001 :
  - Sander Christiansen, footballeur norvégien.
- 2002 :
  - Óscar Aranda, footballeur espagnol.
  - Eric Martel, footballeur allemand.
  - Renārs Uščins, handballeur allemand. Médaillé d'argent aux Jeux de Paris 2024. (28 sélections en équipe nationale).
- 2003 :
  - Holger Rune, joueur de tennis danois.
- 2007 :
  - Francis Onyeka, footballeur allemand.
  - Mirra Andreeva, joueuse de tennis russe.

## Décès

### XXesièclede1901à1950
- 1912 : 
  - Henri Bouckaert, 41 ans, rameur français. Champion olympique du quatre avec barreur aux Jeux de Paris 1900. (° 3 mai 1870).
- 1925 :
  - Pierre de Crawhez, 50 ans, pilote automobile belge. (° 3 août 1874).
- 1926 :
  - Rudolph Tesing, 45 ans, lutteur américain. Médaillé d'argent des poids légers aux Jeux olympiques de 1904. (° 4 février 1881).
- 1927 :
  - Philippe Jousselin, 55 ans, cycliste sur route français. (° 16 avril 1872).
- 1931 : 
  - Jimmy McAleer, 66 ans, joueur de baseball américain. (° 10 juillet 1864).
- 1934 :
  - Karel Steiner, 39 ans, footballeur tchécoslovaque. Finaliste du tournoi olympique de 1920 mais non médaillé car l'équipe de Tchécoslovaquie a abandonné le match en raison d'un arbitrage jugé biaisé. (14 sélections en équipe nationale). (° 26 janvier 1895).
- 1937 : 
  - Sam Sandi, 51 ou 52 ans, lutteur camerounais puis polonais. (° ? 1885).
  - Harold Stapley, 54 ans, footballeur anglais. Champion olympique aux Jeux de Londres 1908. (3 sélections en équipe nationale). (° 29 avril 1883).
- 1939 : 
  - Charles Dixon, 66 ans, joueur de tennis britannique. Champion olympique du double mixte en salle, médaillé d'argent du simple en salle puis médaillé de bronze du double messieurs en salle aux Jeux de Stockholm 1912. Vainqueur de la Coupe Davis 1912. (° 7 février 1873).
- 1942 :
  - Slavin Cindrić, 41 ans, footballeur yougoslave. (5 sélections en équipe nationale). (° 10 août 1901).
- 1945 :
  - Achille Starace, 55 ans, dirigeant sportif italien. Président du Comité olympique national italien de 1933 à 1939. (° 18 août 1889).
- 1950 :
  - Wallace Watts, 80 ans, joueur du rugby à XV gallois. (12 sélections en équipe nationale). (° 25 mars 1870).

### XXesièclede1951à2000
- 1951 :
  - Gerald Logan, 71 ans, joueur de hockey sur gazon britannique. Champion olympique lors des Jeux olympiques de 1908. (° 29 décembre 1879).
- 1953 :
  - William Kirschbaum, 50 ans, nageur américain. Médaillé de bronze du 100 m brasse des Jeux olympiques de Paris en 1924. (° 5 novembre 1902).
- 1957 : 
  - Lucien Pothier, 74 ans, cycliste sur route français. (° 15 janvier 1883).
- 1958 :
  - Philippe Payot, 64 ans, joueur de hockey sur glace français. (° 21 décembre 1893).
  - Otto Roehm, 75 ans, lutteur américain. Champion olympique des poids légers aux Jeux de 1904 à Saint-Louis. (° 2 août 1882).
- 1959 :
  - Joaquín Blume, 25 ans, gymnaste espagnol. Champion d'Europe du concours général individuel, du cheval d'arçons, des anneaux et des barres parallèles et médaillé d'agent à la barre fixe en 1957. (° 21 juin 1933).
- 1970 :
  - Maxwell Deacon, 60 ans, joueur de hockey sur glace canadien. Médaillé d'argent des Jeux olympiques d'hiver de 1936. (° 22 mars 1910).
- 1973 :
  - Johannes Verheyen, 76 ans, haltérophile néerlandais. Médaillé de bronze des poids mi-lourds aux Jeux olympiques d'été de 1928. (° 30 novembre 1896).
- 1978 :
  - Theo Helfrich, 64 ans, pilote de courses automobile allemand. (° 13 mai 1913).
- 1986 :
  - Edwin Graves, 88 ans, rameur en aviron américain. Champion olympique du huit aux Jeux olympiques de 1920. (° 10 juillet 1897).
- 1987 :
  - Gus Johnson, 48 ans, joueur de basket-ball américain. (° 13 décembre 1938).
  - Angelo Scalzone, 56 ans, tireur italien. Champion olympique en fosse olympique lors des Jeux d'été de 1972. (° 2 janvier 1931).
- 1989 :
  - Marlene Elejalde, 37 ans, athlète cubaine. Médaillée d'argent du relais 4 × 100 m des Jeux olympiques de 1968 puis médaillée de bronze de la même discipline aux Jeux de 1972. (° 3 juin 1951).
- 1994 :
  - Marcel Bernard, 79 ans, joueur de tennis français. Vainqueur des internationaux de France en double mixte en 1935, en double en 1936 puis en simple en 1946. (° 18 mai 1914).
- 1996 :
  - François Picard, 75 ans, pilote de course automobile français. (° 26 avril 1921).
- 1997 :
  - Ernst Weiss, 85 ans, boxeur autrichien. (° 5 mars 1912).
- 1998 :
  - Harold Devine, 88 ans, boxeur américain. Médaillé de bronze des poids plumes aux Jeux olympiques d'été de 1928. (° 18 mai 1909).
  - Hal Laycoe, 75 ans, hockeyeur sur glace puis entraîneur canadien. (° 23 juin 1922).
- 1999 :
  - Bernhard Cuiper, 85 ans, joueur de basket-ball allemand. (° 8 octobre 1913).

### XXIesiècle
- 2001 :
  - Andy Phillip, 79 ans, joueur puis entraîneur de basket-ball américain. (° 7 mars 1922).
- 2002 :
  - Bob Akin, 66 ans, pilote automobile américain. (° 6 mars 1936).
  - Sune Andersson, 81 ans, joueur puis entraîneur de football suédois. Champion olympique aux Jeux olympiques de Londres en 1948 et troisième de la Coupe du monde de 1950 au Brésil. (28 sélections en équipe nationale). (° 22 février 1921).
  - Henri Caron, 77 ans, sportif français. Champion du monde de marche athlétique en 1947. (° 2 juillet 1924).
- 2004 : 
  - Sid Smith, 78 ans, hockeyeur sur glace canadien. (° 11 juillet 1925).
- 2005 :
  - Pentti Laaksonen, 76 ans, joueur de basket-ball finlandais. (° 13 janvier 1929).
- 2007 :
  - Milt Bocek, 94 ans, joueur de baseball américain. (° 16 juillet 1912).
  - Josh Hancock, 29 ans, joueur de baseball américain. (° 11 avril 1978).
- 2008 :
  - Chuck Daigh, 84 ans, pilote de Formule 1 américain. (° 29 novembre 1923).
- 2010 : 
  - Audrey Williamson, 83 ans, athlète de sprint britannique. Médaillée d'argent du 200 m aux Jeux de Londres en 1948. (° 28 septembre 1926).
- 2011 : 
  - Waldemar Baszanowski, 75 ans, haltérophile polonais. Champion olympique des -65,5 kg aux Jeux de Tokyo 1964 et aux Jeux de Mexico 1968. Champion du monde d'haltérophilie des −67,5 kg 1961, 1964, 1965, 1968 et 1969. Champion d'Europe d'haltérophilie des -67,5 kg 1961, 1965, 1968, 1969, 1970 et 1971. (° 15 août 1935).
- 2012 :
  - Abdelaziz Sfar, 72 ans, joueur puis entraîneur de handball tunisien. (° 7 novembre 1939).
  - Jean Tschabold, 86 ans, gymnaste artistique suisse. Champion du monde du concours général par équipes en 1950, vice-champion olympique en 1952 et médaillé de bronze aux championnats du monde en 1954. (° 15 décembre 1925).
- 2013 : 
  - Mariánna Zaharíadi, 23 ans, athlète de saut à la perche chypriote. (° 25 février 1990).
- 2014 :
  - Beverly Baker, 84 ans, joueuse de tennis américaine. Vainqueur des Internationaux de France de double dames en 1955. (° 13 mars 1930).
  - Frank Budd, 74 ans, athlète de sprint et joueur de football américain américain. (° 20 juillet 1939).
  - Tahar Chaïbi, 68 ans, footballeur tunisien. (34 sélections en équipe nationale). (° 17 février 1946).
- 2015 :
  - Valmir Louruz, 71 ans, footballeur puis entraîneur brésilien. (° 13 mars 1944).
- 2019 :
  - Carlo Abate, 86 ans, pilote automobile italien. (° 10 juillet 1932).
  - Stevie Chalmers, 83 ans, footballeur écossais. (5 sélections en équipe nationale). (° 26 décembre 1935).
  - Gino Marchetti, 93 ans, joueur américain de football américain. (° 2 janvier 1926).
  - Rodrigues Neto, 69 ans, footballeur brésilien. (11 sélections en équipe nationale). (° 6 décembre 1949).
  - Josef Šural, 28 ans, footballeur tchèque. (19 sélections en équipe nationale). (° 30 mai 1990).
- 2020 :
  - Gerson Victalino, 60 ans, joueur de basket-ball brésilien. (° 17 septembre 1959).
- 2021 :
  - Filippo Mondelli, 26 ans, rameur en aviron italien. Champion du monde du quatre de couple en 2018, médaillé de bronze mondial en 2017 en quatre de couple et en deux de couple en 2019. Champion d'Europe du deux de couple en 2017 et du quatre de couple en 2018. (° 18 juin 1994).
  - Zhang Enhua, 48 ans, footballeur chinois. (62 sélections en équipe nationale). (° 28 avril 1973).